# 삿쇼선
삿쇼선(일본어: 札沼線, さっしょうせん), 또는 가쿠엔토시 선(일본어: 学園都市線, がくえんとしせん)은 홋카이도 여객철도의 철도 노선 가운데 하나이다. 일본 홋카이도 삿포로시 주오구에 위치한 소엔역과 이시카리군 도베쓰정에 위치한 홋카이도이료다이가쿠역을 잇는다.

## 노선 명칭
삿쇼선이라는 이름은 기점역인 삿포로(札幌)의 札과, 전선 개통 당시의 종점역이었던 이시카리누마타(石狩沼田)의 沼의 음독을 각각 따서 만든 것이다. 그러나 1972년 신토쓰카와 - 이시카리누마타 구간이 폐선되어 종점이 신토쓰카와역이 되면서, 삿쇼선이라는 명칭이 무의미해지게 되었다. 이에 1991년 3월 16일부터 가쿠엔토시 선(学園都市線, 학원도시선)이라는 별칭으로 부르게 되었는데, 이 명칭은 노선 주변으로 홋카이도 교육 대학, 홋카이도 의료 대학 등의 교육기관들이 밀집해 있는 데서 유래하였다. 현재는 열차 내 방송이나 환승 안내 등에서도 정식 명칭인 '삿쇼선' 대신 '가쿠엔토시선'을 사용하고 있다.

## 연선
전체적으로 하코다테 본선의 삿포로 ~ 아사히카와 구간과 거의 평행하게 달린다.
삿포로역에서부터는 하코다테 본선과 병행하다가 소엔역에서 북상하여 하치켄역에서 다이헤이역 사이까지는 고가 복선 구간이다. 2012년 6월 1일의 전철화 전에는 JR 노선 유일의 비전철 고가 복선 구간이었다. (이러한 형태는 타사 선에서도 도카이 교통 사업의 조호쿠 선과 이세 철도 이세 선에서 볼 수 있을 뿐이다.)
신카와역 - 신코토니역 사이에서 삿손 자동차도 상부를 통과한다. 고가 구간 종료 후 구획 정리·조성이 활발한 주택가를 지나. 도내 최대의 시키카리카와 교량에서 이시카리 강을 건너 도베쓰정 내로 들어간다. 이시카리토베쓰역까지 삿포로 근교 주택지와 농지가 점재하며, 이후의 구간에서는 시가지가 크게 줄어들고 산지 지형이 펼쳐진다. 삿피나이역에서 신토쓰카와 역까지는 평탄한 농지 지대이며, 서쪽에 핀네시리 산 등의 산지가 보인다.

## 전철화
전철화 후 삿포로역 - 이시카리토베쓰역 간 소요 시간이 46분에서 39분으로 최대 7분이 단축, 3도어 차량의 투입에 의해 아침 러시아워의 혼잡률이 130%에서 104%로 완화, 그리고 기존 63%에 머물던 냉방화 비율이 100%가 될 것으로 전망되고 있다.
차량은 전기 공사에 함께 733계 36량 · 735계 6량 등 총 42량이 투입될 예정이지만, 삿쇼 선 전용이 아닌 하코다테 본선 · 지토세 선과 공통으로 운용될 예정이다. 또한 1차 개업 당시에는 733계 중 18량과 735계 6량 등 총 24량이 투입됐다. 나머지 733계 18량은 2차 개업 시기까지 순차적으로 투입 될 예정이다.

## 역사
삿쇼 선은 삿쇼키타 선(札沼北線)과 삿쇼미나미 선(札沼南線)이라는 이름으로 각각 이시카리누마타와 삿포로 측에서부터 건설을 시작해나가서 양 노선을 건설하다가 합쳐지는 형태로 건설되었다.
- 1931년 10월 10일 : 삿쇼키타 선 이시카리누마타 ~ 나카톳푸(현재 신토쓰카와역) 구간이 개통함.
- 1934년 10월 10일 : 삿쇼키타 선 나카톳푸 ~ 우라우스 구간이 연장 개통함.
- 1934년 11월 20일 : 삿쇼미나미 선 소엔 ~ 이시카리토베쓰 구간이 개통함.
- 1935년 10월 3일 : 삿쇼미나미 선 이시카리토베쓰 ~ 나카톳푸 구간이 연장 개통함과 동시에 삿쇼미나미 선과 삿쇼키타 선이 이어져 노선 명칭을 삿쇼 선으로 변경함.
- 1943년 10월 1일 : 이시카리쓰키가타 ~ 이시카리오이와케 구간의 운행을 중단함.
- 1944년 7월 21일 : 이시카리토베쓰 ~ 이시카리쓰키가타 구간의 운행을 중단함.
- 1946년 12월 10일 : 이시카리토베쓰 ~ 우라우스 구간의 영업을 재개시함.
- 1953년 11월 3일 : 우라우스 ~ 우류 구간의 영업을 재개시함.
- 1956년 11월 16일 : 우류 ~ 이시카리누마타 구간의 영업을 재개시함.
- 1972년 6월 19일 : 신토쓰가와(현재 신토쓰카와역) ~ 이시카리누마타 구간을 폐지함.
- 1988년 11월 3일 : 소엔 ~ 하치켄 구간이 입체화됨.
- 1991년 3월 16일 : 가쿠엔토시 선이라는 애칭을 도입됨.
- 1995년 3월 16일 : 다이헤이 ~ 시노로 구간이 복선화됨.
- 1996년 3월 16일 : 이시카리토베쓰 ~ 신토쓰카와 구간에 1인 승무를 개시함.
- 1996년 6월 23일 : 하치켄 ~ 신카와 구간이 입체화됨.
- 1997년 3월 22일 : 시노로 ~ 아이노사토 교육대 구간이 복선화됨.
- 1999년 8월 22일 : 신카와 ~ 신코토니 구간이 입체화됨.
- 2000년 3월 11일 : 하치켄 ~ 다이헤이 구간이 복선화됨.
- 2006년 3월 18일 : 나카톳푸역(현재의 신토쓰카와역과는 다름) 폐역.
- 2007년 10월 1일 : 소엔 ~ 홋카이도이료다이가쿠 구간에 역 번호를 도입함.
- 2008년 10월 25일 : 소엔 ~ 홋카이도이료다이가쿠 구간에 Kitaca 도입.
- 2012년 6월 1일 : 소엔 ~ 홋카이도이료다이가쿠 구간 전철화.
- 2020년 5월 6일 : 홋카이도이료다이가쿠 ~ 신토쓰카와 구간을 폐지함.
- 2022년 3월 12일:
  - ROYCE' Town역이 영업을 개시.
  - 이시카리후토미역을 후토미역으로, 이시카리토베쓰역을 도베쓰역으로 각각 명칭 변경함.

## 사용 차량
2020년 5월 6일 이후에는 전철화되지 않은 구간이 없으므로 전동차만이 운행된다.

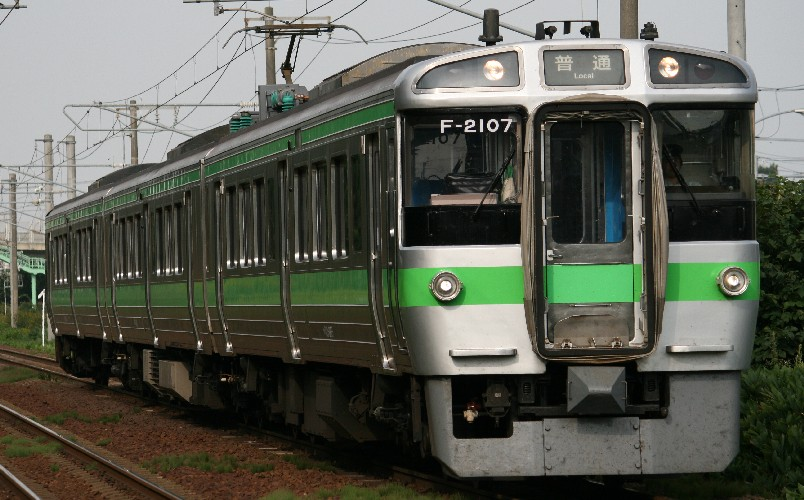
721계
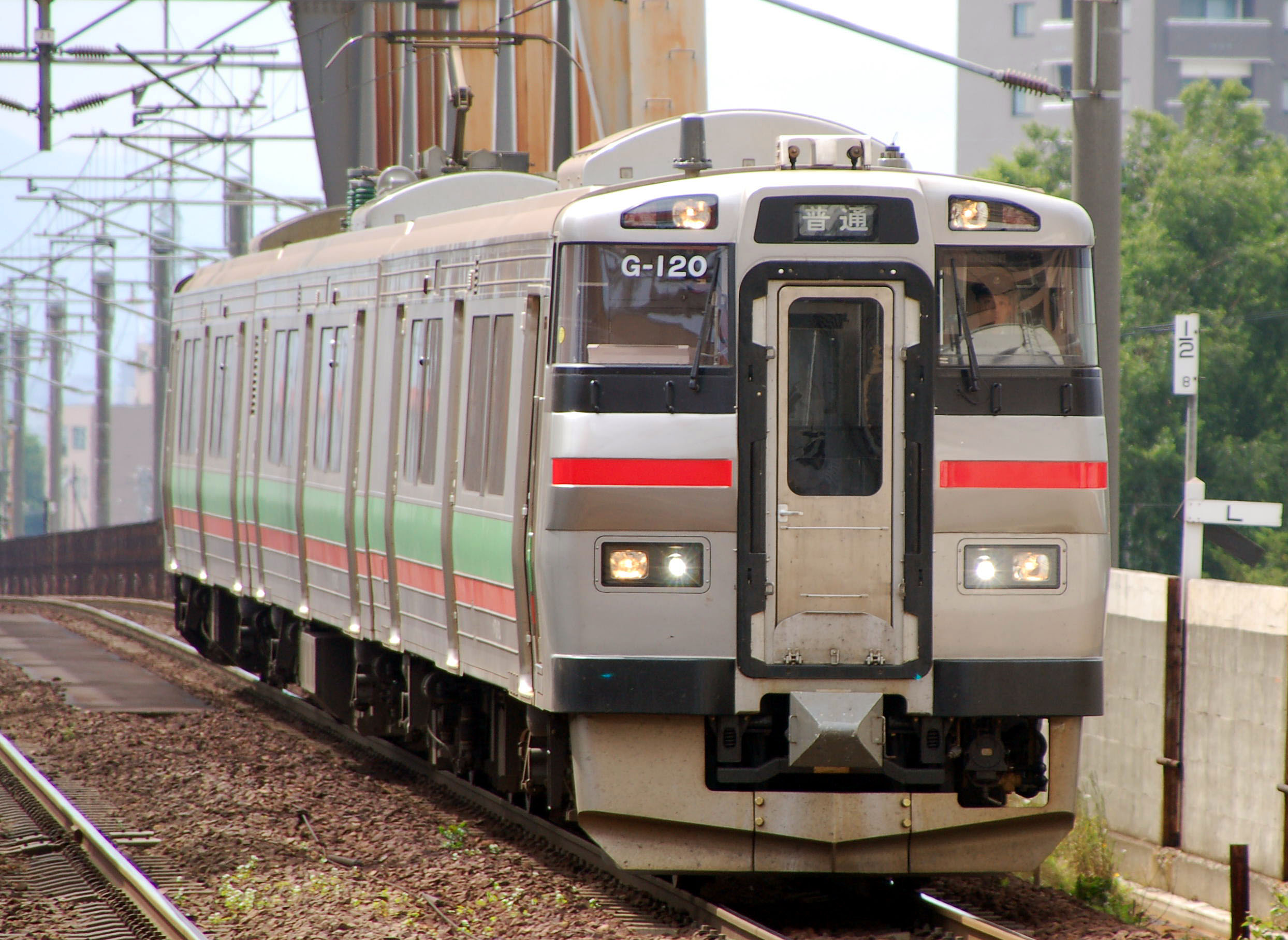
731계
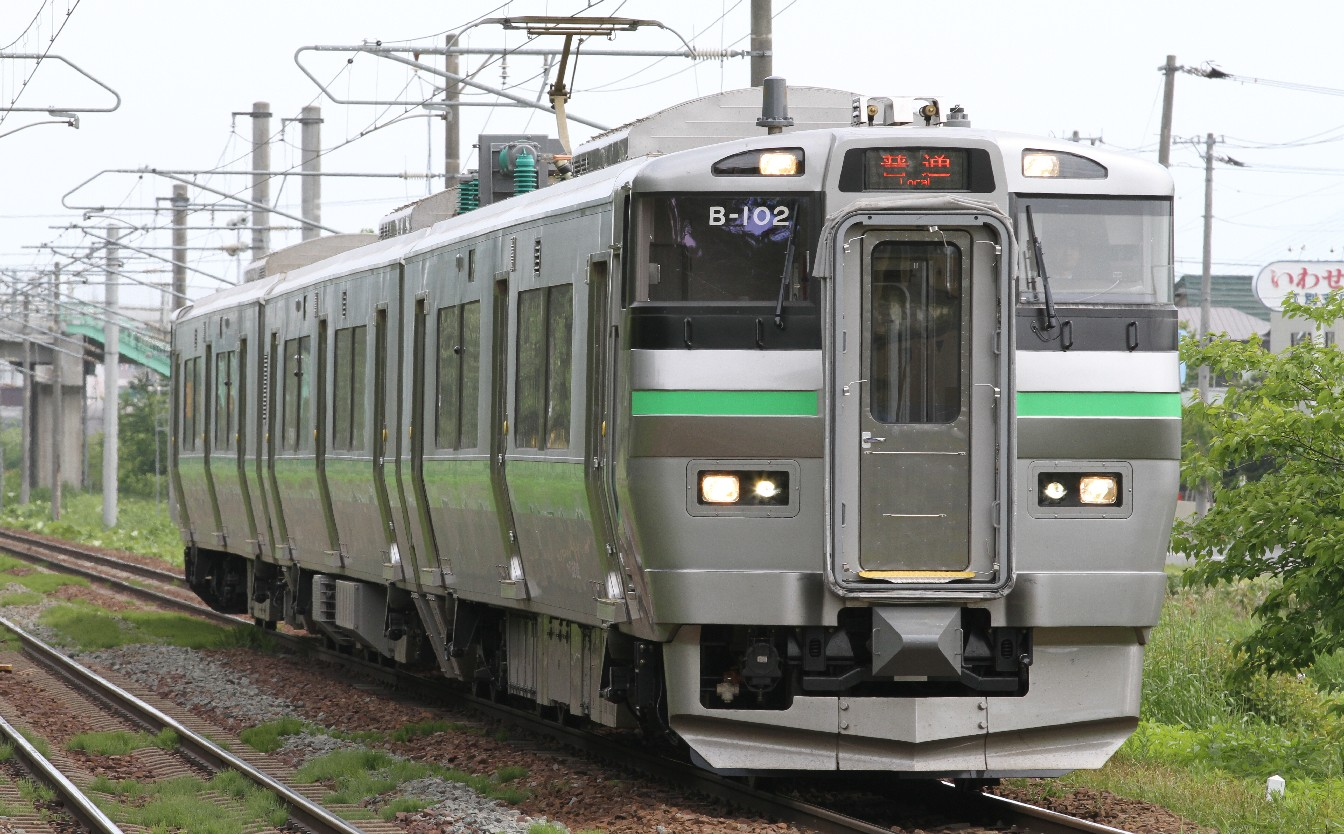
733계
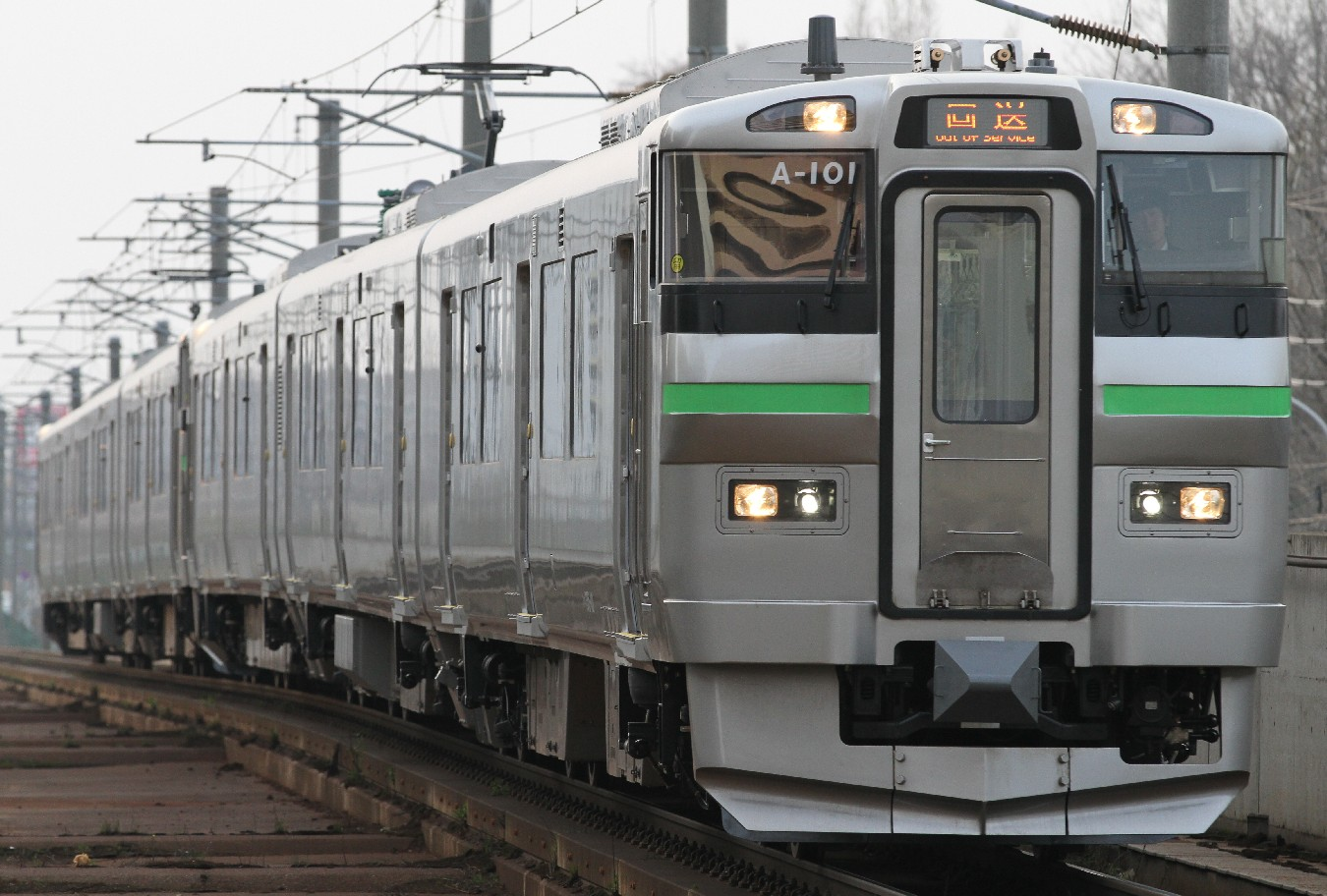
735계

- 721계
- 731계
- 733계
- 735계

### 퇴역 차량
2012년 5월까지는 동차만이 운행되었으나 동차 운행 구간을 전철화 이후에는 주로 이시카리토베쓰(현재: 도베쓰) - 신토쓰카와에만 운해되게 되었다.
- 키하40계
- 키하141계
- 키하201계
- 711계 전동차(전철화된 지 얼마 되지 않은 기간만)

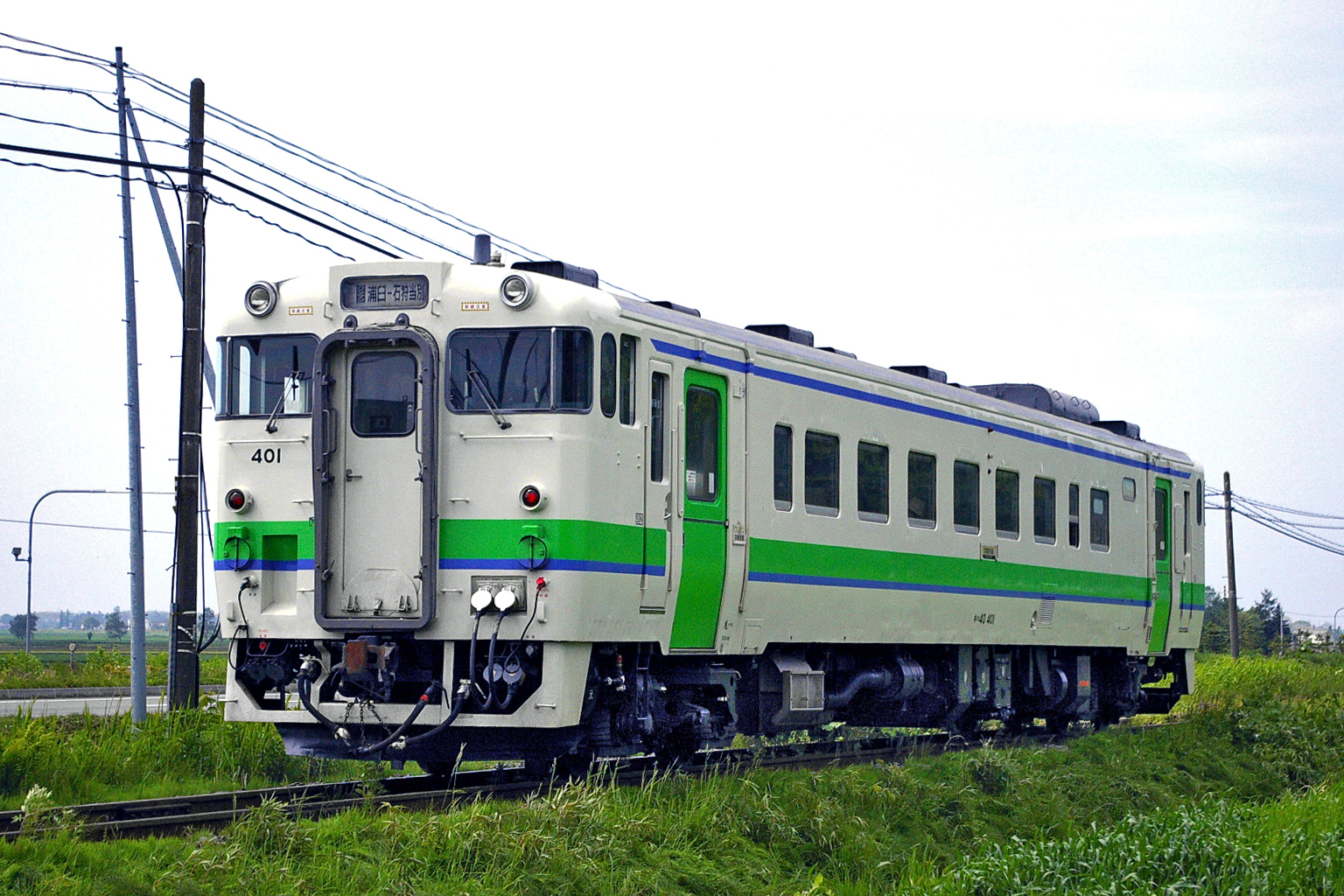
키하40계
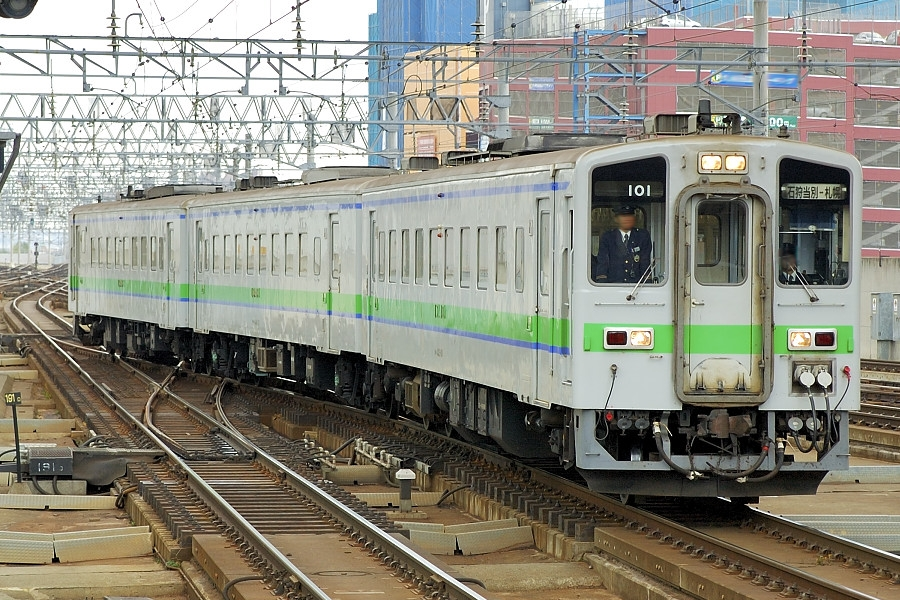
키하141계
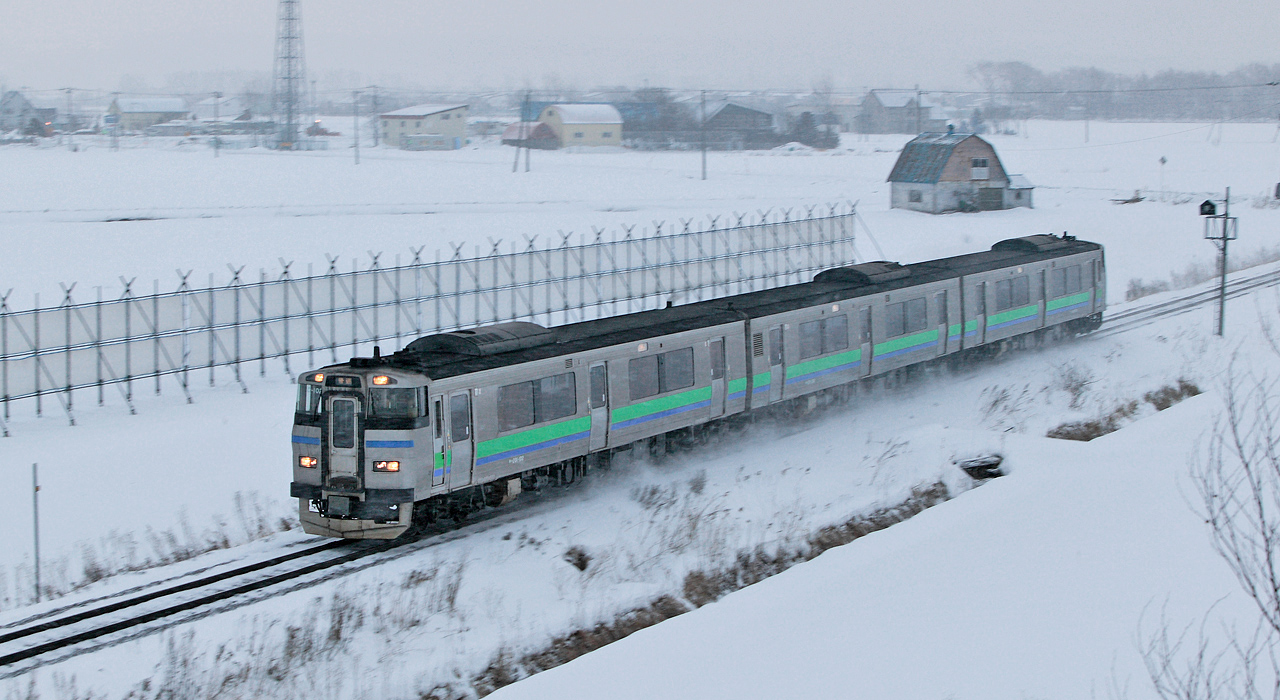
키하201계
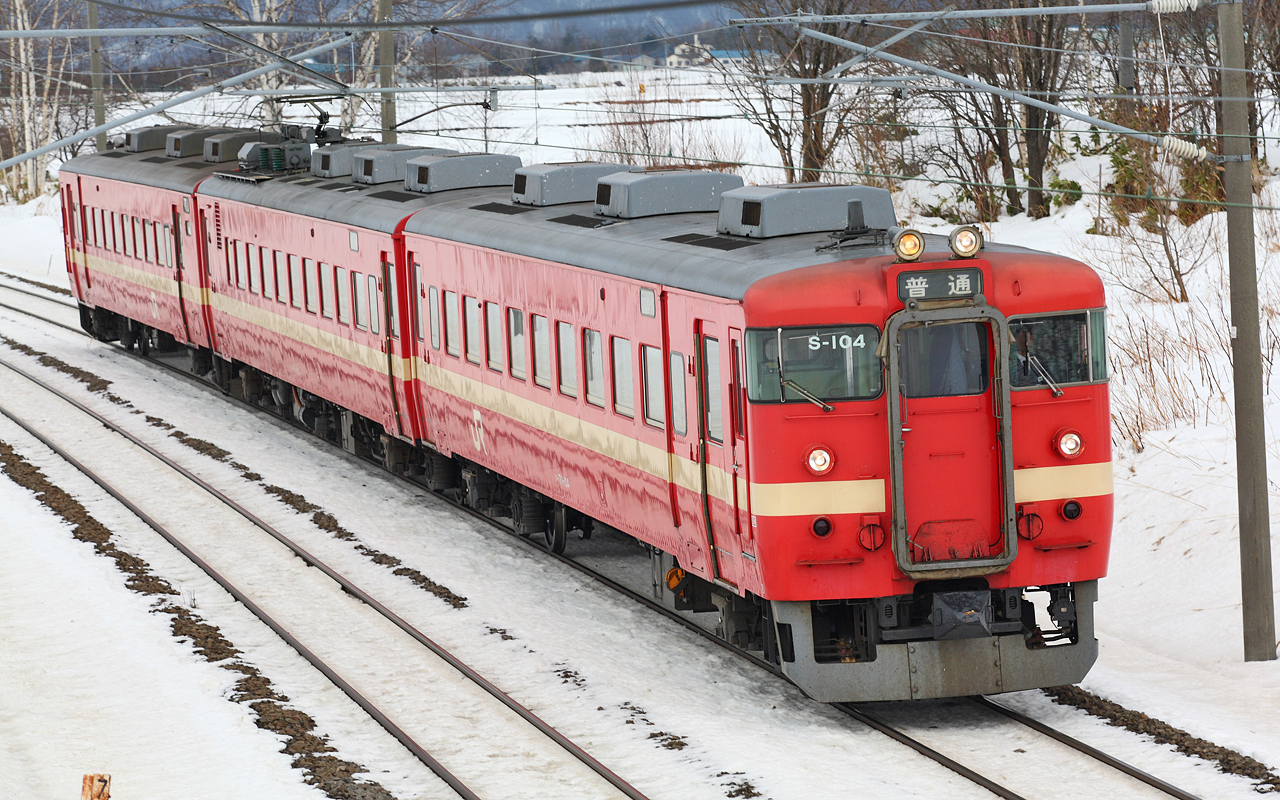
711계 전동차

## 역 목록

### 역 번호가 있는 구간
| 역 번호 | 역 이름              | 일본어 이름    | 영업 거리 (km) | 접속 노선                                       | 소재지              | 소재지   | 소재지                                         |
| ------- | -------------------- | -------------- | -------------- | ----------------------------------------------- | ------------------- | -------- | ---------------------------------------------- |
| S 02    | 소엔                 | 桑園           | 0.0            | 하코다테 본선 (다음역인 삿포로역까지 직결 운행) | 홋카이도            | 삿포로시 | 주오구                                         |
| G 03    | 하치켄               | 八軒           | 2.2            |                                                 | 홋카이도            | 삿포로시 | 니시구                                         |
| G 04    | 신카와               | 新川           | 3.7            | 기타구                                          | 홋카이도            | 삿포로시 |                                                |
| G 05    | 신코토니             | 新琴似         | 5.6            | 기타구                                          | 홋카이도            | 삿포로시 | ■ 삿포로 시 교통국 지하철 난보쿠 선 (아사부역) |
| G 06    | 다이헤이             | 太平           | 7.3            | 기타구                                          | 홋카이도            | 삿포로시 |                                                |
| G 07    | 유리가하라           | 百合が原       | 8.6            | 기타구                                          | 홋카이도            | 삿포로시 |                                                |
| G 08    | 시노로               | 篠路           | 10.2           | 기타구                                          | 홋카이도            | 삿포로시 |                                                |
| G 09    | 다쿠호쿠             | 拓北           | 12.2           | 기타구                                          | 홋카이도            | 삿포로시 |                                                |
| G 10    | 아이노사토쿄이쿠다이 | あいの里教育大 | 13.6           | 기타구                                          | 홋카이도            | 삿포로시 |                                                |
| G 11    | 아이노사토코엔       | あいの里公園   | 15.1           | 기타구                                          | 홋카이도            | 삿포로시 |                                                |
| G11-1   | ROYCE' Town          | ロイズタウン   | 17.9           | 이시카리군 도베쓰정                             | 이시카리군 도베쓰정 |          |                                                |
| G 12    | 후토미               | 太美           | 19.3           | 이시카리군 도베쓰정                             | 이시카리군 도베쓰정 |          |                                                |
| G 13    | 도베쓰               | 当別           | 25.9           | 이시카리군 도베쓰정                             | 이시카리군 도베쓰정 |          |                                                |
| G 14    | 홋카이도이료다이가쿠 | 北海道医療大学 | 28.9           | 이시카리군 도베쓰정                             | 이시카리군 도베쓰정 |          |                                                |

### 2020년에 폐지된 구간
| 역 이름            | 일본어 이름    | 영업 거리 (km) | 소재지   | 소재지               | 소재지               |
| ------------------ | -------------- | -------------- | -------- | -------------------- | -------------------- |
| 홋카이도 의료 대학 | 北海道医療大学 | 28.9           | 홋카이도 | 이시카리군 도베쓰 정 | 이시카리군 도베쓰 정 |
| 이시카리카나자와   | 石狩金沢       | 31.1           | 홋카이도 | 이시카리군 도베쓰 정 | 이시카리군 도베쓰 정 |
| 모토나카고야       | 本中小屋       | 35.6           | 홋카이도 | 이시카리군 도베쓰 정 | 이시카리군 도베쓰 정 |
| 나카고야           | 中小屋         | 38.8           | 홋카이도 | 이시카리군 도베쓰 정 | 이시카리군 도베쓰 정 |
| 쓰키가오카         | 月ヶ岡         | 41.6           | 홋카이도 | 가바토군             | 쓰키가타정           |
| 지라이오쓰         | 知来乙         | 44.2           | 홋카이도 | 가바토군             | 쓰키가타정           |
| 이시카리쓰키가타   | 石狩月形       | 46.3           | 홋카이도 | 가바토군             | 쓰키가타정           |
| 도요가오카         | 豊ヶ岡         | 51.0           | 홋카이도 | 가바토군             | 쓰키가타정           |
| 삿피나이           | 札比内         | 53.5           | 홋카이도 | 가바토군             | 쓰키가타정           |
| 오소키나이         | 晩生内         | 58.0           | 홋카이도 | 가바토군             | 우라우스정           |
| 삿테키             | 札的           | 60.9           | 홋카이도 | 가바토군             | 우라우스정           |
| 우라우스           | 浦臼           | 62.7           | 홋카이도 | 가바토군             | 우라우스정           |
| 쓰루누마           | 鶴沼           | 66.1           | 홋카이도 | 가바토군             | 우라우스정           |
| 오사쓰나이         | 於札内         | 67.9           | 홋카이도 | 가바토군             | 우라우스정           |
| 미나미시모톳푸     | 南下徳富       | 69.4           | 홋카이도 | 가바토군             | 신토쓰카와정         |
| 시모톳푸           | 下徳富         | 71.5           | 홋카이도 | 가바토군             | 신토쓰카와정         |
| 나카톳푸           | 中徳富         | 73.9           | 홋카이도 | 가바토군             | 신토쓰카와정         |
| 신토쓰카와         | 新十津川       | 76.5           | 홋카이도 | 가바토군             | 신토쓰카와정         |

접속 노선이 없음. 다만 신토쓰카와 역에서 약 3Km 떨어진 다키카와역까지 버스로 이동이 가능하다.

### 1972년에 폐지된 구간
- 영업 거리는 노선 기점인 소엔 역 기준

| 역 이름               | 일본어 이름    | 역간 거리 (km) | 영업 거리 (km) | 접속 노선                        | 소재지   | 소재지                 | 소재지                 |
| --------------------- | -------------- | -------------- | -------------- | -------------------------------- | -------- | ---------------------- | ---------------------- |
| 신토쓰카와            | 新十津川       | -              | 76.5           | 일본국유철도 삿쇼 선（현존구간） | 홋카이도 | 가바토군 신토쓰카와 정 | 가바토군 신토쓰카와 정 |
| 이시카리하시모토      | 石狩橋本       | 2.7            | 79.2           |                                  | 홋카이도 | 가바토군 신토쓰카와 정 | 가바토군 신토쓰카와 정 |
| 가미톳푸              | 上徳富         | 2.8            | 82.0           |                                  | 홋카이도 | 가바토군 신토쓰카와 정 | 가바토군 신토쓰카와 정 |
| 기타카미톳푸          | 北上徳富       | 1.7            | 83.7           |                                  | 홋카이도 | 가바토군 신토쓰카와 정 | 가바토군 신토쓰카와 정 |
| 미나미우류 임시승강장 | 南雨竜仮乗降場 | 2.8            | 86.5           |                                  | 홋카이도 | 우류군                 | 우류정                 |
| 우류                  | 雨竜           | 5.1            | 88.8           |                                  | 홋카이도 | 우류군                 | 우류정                 |
| 나카우류 임시승강장   | 中雨竜仮乗降場 | 1.0            | 89.8           |                                  | 홋카이도 | 우류군                 | 우류정                 |
| 이시카리오이와케      | 石狩追分       | 3.3            | 92.1           |                                  | 홋카이도 | 우류군                 | 우류정                 |
| 이노쓰                | 渭ノ津         | 2.4            | 94.5           |                                  | 홋카이도 | 우류군                 | 우류정                 |
| 야와라                | 和             | 3.4            | 97.9           |                                  | 홋카이도 | 우류군                 | 호쿠류정               |
| 나카노타이            | 中ノ岱         | 3.1            | 101.0          |                                  | 홋카이도 | 우류군                 | 호쿠류정               |
| 헤키스이              | 碧水           | 1.8            | 102.8          |                                  | 홋카이도 | 우류군                 | 호쿠류정               |
| 호쿠류                | 北竜           | 3.2            | 106.0          |                                  | 홋카이도 | 우류군                 | 누마타정               |
| 고카야마              | 五ヶ山         | 2.6            | 108.6          |                                  | 홋카이도 | 우류군                 | 누마타정               |
| 이시카리누마타        | 石狩沼田       | 2.8            | 111.4          | 일본국유철도 루모이 본선         | 홋카이도 | 우류군                 | 누마타정               |